# Trnovec, Videm
Trnovec este o localitate din comuna Videm, Slovenia, cu o populație de 92 de locuitori.